# Старух, Ярослав Тимотеевич
Ярослав Тимотеевич Старух (укр. Ярослав Тимотейович Старух) — деятель украинского националистического движения в период Второй Мировой войны, государственный секретарь министерства информации и пропаганды Украинского государственного правления, краевой проводник ОУН в Закерзонском крае.

## Биография
Сын Тимотея Старуха, депутата Галицкого Сейма. Выпускник гимназии в Бережанах. Учился на юридическом факультете в университете Яна Казимира во Львове.
С марта 1931 становится членом Организации Украинских Националистов. За националистическую деятельность неоднократно арестовывался польской полицией в 1929 и 1937 годах. Заместитель краевого проводника и политический референт КЭ ПЗУЗ в 1935—1937 годах. В 1934 году сидел в концлагере Береза Картузская. После освобождения он продолжал работать заместителем краевого проводника ОУН и членом Краевой Экзекутивы ОУН. В мае 1939 года на процессе над членами ОУН в Ровно приговорен к 13-летнему заключению. Вышел на свободу после раздела Польши между СССР и Германией.
До лета 1941 проживал в Кракове. В 1940 году стал соучредителем Революционного провода ОУН, делегат II чрезвычайного сбора ОУН в Кракове в апреле 1941. После начала Германо-советской войны прибыл во Львов, где стал государственным секретарём министерства информации и пропаганды Украинского государственного правления, входил в состав Организационного референтуры провода ОУН-Р.
После разрыва ОУН с немецким командованием Старух активно занимался подготовкой к антигерманскому восстанию. 4 декабря 1942 года был арестован сотрудниками Гестапо во Львове. Содержался в тюрьме на ул. Лонцкого, пережил пытки гауптштурмфюрера СС Вильгельма Вирзинга. В сентябре 1943 г. вместе с Дмитрием Грицаем освобожден боёвкой СБ ОУН по фальшивым документам.
В 1943—1945 годах Ярослав Старух был членом референтуры пропаганды провода ОУН, руководителем подпольной радиостанции «Самостийна Украина», редактором юмористического журнала «Украинский перец». С 1945 года член провода ОУН и проводник Закерзонском крае.
Погиб в бою с спецотделом польской службы безопасности вблизи г. Любачева (ныне Польша). Попал в окружение и, не желая сдаваться в плен, застрелился.
Автор труда «Сопротивление фашизму» (1946 год), ряда брошюр и статей, посвящённых националистическому движению.